# Texananus dolus
Texananus dolus är en insektsart som beskrevs av Delong 1938. Texananus dolus ingår i släktet Texananus och familjen dvärgstritar. Inga underarter finns listade i Catalogue of Life.